# Paus Innocentius III
Innocentius III, geboren als Lotario dei Conti di Segni (Gavignano, in de buurt van Anagni, 1160/1161 - Perugia, 16 juli 1216) was paus van 8 januari 1198 tot zijn overlijden op 16 juli 1216.
Innocentius III wordt vrij algemeen gezien als een van de machtigste en invloedrijkste pausen in de geschiedenis van het pausdom. Hij oefende een grote invloed uit op de christelijke regimes van Europa. Hij beweerde de suprematie te hebben boven alle Europese koningen. Paus Innocentius speelde door zijn decretalen en het Vierde Lateraans Concilie (1215) een centrale rol in de poging van de Katholieke Kerk tot hervormingen van de kerkelijke aangelegenheden te komen. Dit resulteerde in een aanzienlijke herziening van het canonieke recht. Paus Innocentius is verder opmerkelijk door zijn gebruik van interdicten en andere censuur om wereldlijke heersers te dwingen om zijn beslissingen te gehoorzamen. Deze maatregelen waren overigens niet overal even succesvol. Innocentius riep op tot kruistochten tegen de moslims in Spanje en het Heilige Land en tegen de ketters in het zuiden van Frankrijk (Albigenzische Kruistochten).
Een van Paus Innocentius' meest verreikende beslissingen was het organiseren van de Vierde Kruistocht (1202-1204). Oorspronkelijk bedoeld om het door moslims gecontroleerde Jeruzalem te heroveren door middel van een invasie door Egypte, leidde een reeks van onvoorziene omstandigheden ertoe dat de kruisvaarders naar Constantinopel kwamen, dat in 1204 onder leiding van de bejaarde Venetiaanse doge Enrico Dandolo werd aangevallen en geplunderd. Innocentius aanvaardde de gevolgen van deze gebeurtenis met tegenzin. Hij bleef immers steeds werkzaam voor de hereniging met de Oosterse kerk. De inname en plundering vergiftigt de betrekkingen tussen de Katholieke Kerk en de Grieks-orthodoxe Kerk tot de huidige dag.

## Biografie

### Vroege leven en verkiezing tot het pausdom
Lotario dei Conti werd geboren in Gavignano, in de buurt van Anagni. Zijn vader was graaf Trasimund van Segni en was lid van een vooraanstaande adellijke familie, de Conti, die negen pausen zou produceren, waaronder paus Gregorius IX (1227-1241), paus Alexander IV (1254-1261) en paus Innocentius XIII (1721-1724). Vaak wordt Lotario aangeduid als een neef van paus Clemens III (1187-1191), maar deze fout komt voort uit de gelijkenis tussen de familienaam van Clemens, Scolari, met die van Scotti, de adellijke Romeinse familie van Clarice, de moeder van Lotario.
Lotario volgde zijn eerste onderwijs in Rome, daarna studeerde hij theologie in Parijs en jurisprudentie te Bologna. Als paus speelde Lotario een belangrijke rol in de totstandkoming van het kerkelijk recht. Hij wordt gezien als een van de grootste juristen van zijn tijd.
Kort na de dood van Alexander III (30 augustus 1181) keerde Lotario terug naar Rome. Tijdens de korte regeringsperiode van Lucius III, Urbanus III, Gregorius VIII en Clemens III bekleedde Lotario diverse kerkelijke ambten. In 1190 bereikte hij de rang van kardinaal-diaken. Hij onderschreef de pauselijke bullen tussen 7 december 1190 en 4 november 1197.
Als kardinaal schreef Lotario het werk De Miseria Condicionis Humane (Over de ellendige toestand van de mens). Dit werk was eeuwenlang zeer populair. Er zijn meer dan 500 manuscripten van bewaard gebleven. Lotario nam nooit meer de tijd om het voorgenomen complementaire werk Over de waardigheid van de menselijke natuur op papier te zetten.
Paus Celestinus III overleed op 8 januari 1198. Vóór zijn dood had hij er bij het College van Kardinalen op aangedrongen om Giovanni di San Paolo als zijn opvolger te kiezen. Ondanks dit advies werd Lotario dei Conti di Segni al op de dag waarop Celestinus III stierf, in Rome tot paus gekozen. Hij aanvaardde de tiara met tegenzin en nam de naam aan van Innocentius III. Op dat moment was hij pas zevenendertig jaar oud.

### Pausschap

#### Wereldlijk beleid

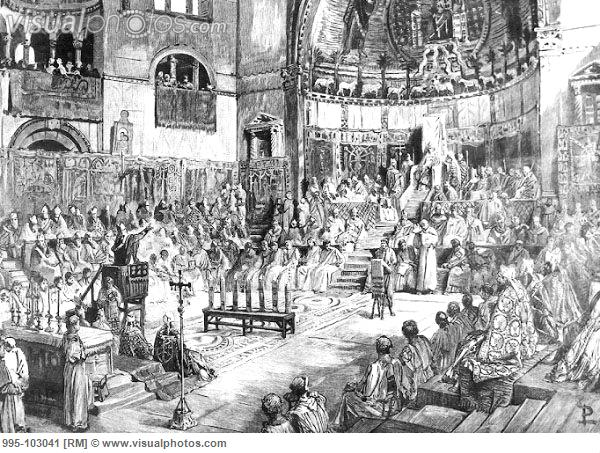
Vierde Lateraans Concilie

Innocentius III is bekend door zijn strijd tegen de katharen, de Eerste Albigenzische Kruistocht, het uitroepen van de dramatisch verlopen Vierde Kruistocht en Vijfde Kruistocht. Hij stimuleerde, ondersteunde en legitimeerde ernstige wreedheden, zoals levend verbranden, die vermeende ketters werden aangedaan. Hij stichtte de Orde van de Zwaardbroeders, voor de Noordelijke Kruistochten. Tijdens zijn beleid vond de befaamde Kinderkruistocht plaats. Hij excommuniceerde de Engelse koning Jan zonder Land, dwong koning Filips II van Frankrijk zijn vrouw Ingeborg, van wie hij gescheiden was, weer terug te nemen en slaagde er ook in om de Duitse keizer Otto IV afgezet te krijgen (zie: Duitse troonstrijd). Hij slaagde erin de vrede tussen de christelijke koninkrijken Castilië en León op het Iberisch schiereiland te herstellen, om zo een kruistocht tegen de Moren mogelijk te maken.

#### Kerkelijk beleid
Verder steunde hij onder andere de binnenkerkelijke armoedebeweging en de opkomende bedelorden van Franciscus van Assisi en de Franciscanen, maar ook Dominicus Guzman bij diens stichting van de Dominicanen.
Tijdens al de westerse troebelen bleef Innocentius steeds werkzaam voor de hereniging met de oosterse kerk; zijn pogingen in Armenië mislukten (1198); met de Bulgaren kwam een (kortstondige) unie tot stand (1204); de vierde kruistocht, door Innocentius bedoeld als hulp aan de Byzantijnse keizer, ontaardde in een handelsoorlog van Venetië tegen Constantinopel (1204 plundering van Constantinopel en vestiging van een Latijns keizerrijk).
Hoogtepunt en eindpunt van zijn pontificaat was het algemeen concilie van 1215 (Lateranen IV). Sinds dit concilie huldigt de katholieke kerk ook de leer van de transsubstantiatie.
Paus Innocentius III voegde in het jaar 1207 een zevende werk toe aan de werken van Barmhartigheid. Het werk was 'de doden begraven' en is ontleend aan het Bijbelboek Tobit, waarin naast twee bekende, ook door Christus genoemde werken van barmhartigheid, speciaal de zorg voor de overledenen wordt benadrukt: "Ik gaf brood aan de hongerigen en kleren aan de naakten; als ik het lijk van een volksgenoot buiten de muren van Nineve zag liggen, dan begroef ik het". (Tobit 1,17). In de door epidemieën geteisterde middeleeuwen had het moeilijke en gevaarlijke werk van 'doden begraven' immers een bijzondere waarde.
Hij stierf te Perugia tijdens de voorbereiding van de Vijfde Kruistocht. Paus Leo XIII, die hem tot voorbeeld nam, liet zijn gebeente overbrengen naar de Sint-Jan van Lateranen (monument van G. Lucchetti, 1891). Een hedendaags ‘portret’ bevindt zich in de Sacro Speco bij Subiaco. Giotto beeldde in Assisi de beroemde droom van Innocentius uit, waarin hij Franciscus de Kerk ziet ondersteunen; in Paradiso (XI, 92–93) in Dantes La Divina Commedia prijst Thomas van Aquino hem om de eerste goedkeuring van de minderbroedersregel.

## Werk
- Lotario di Segni: in: Migne, Patrol. lat., blz. 214–217
- Regestum super negotio imperii, d. F. Kempf (1947)
- De miseria, uitgeg. d. M. Maccarone (1955)
- Nieuwe ed. van de brieven door het Österreich. Kulturinstitut te Rome (1964 vv.)

## Voetnoten
1. ↑  Moore, John (2003). Pope Innocent III (1160/61-1216): To Root Up and to Plant. Brill, Leiden, Boston, 102–134. ISBN 90 04 12925 1.
2. ↑  (it)  Michele Maccarrone, "Innocenzo III prima del pontificato," Archivo della R. Deputatazione romana di Storia patria, 66 (1943):59-134 op pagina 66.
3. ↑  (de)  Werner Maleczek, Papst und Kardinalskolleg von 1191 bis 1216, Wenen 1984, blz. 101-104, maken geen melding van deze relatie.
4. ↑   Open Library
5. ↑   The Cambridge history of Renaissance ... - Google Books. books.google.com. Gearchiveerd op 7 februari 2021.